# Шульц, Хоуи
Ховард Генри «Хоуи» Шульц (англ. Howard Henry "Howie" Schultz; 3 июля 1922, Сент-Пол, штат Миннесота, США — 30 октября 2009, Часка, штат Миннесота, США) — американский профессиональный баскетболист, бейсболист и тренер, завершивший карьеру. Чемпион НБЛ в сезоне 1948/1949 годов и чемпион НБА в сезоне 1951/1952 годов. Один из первых спортсменов США, выступавших одновременно в двух главных лигах страны МЛБ и НБА.

## Ранние годы
Хоуи Шульц родился 3 июля 1922 года в городе Сент-Пол (штат Миннесота), учился там же в центральной школе, в которой выступал за местную баскетбольную и бейсбольную команды. В 1943 году окончил Университет Хамлайна, где в течение двух лет играл за команду «Хамлайн Пайперс», в которой провёл успешную карьеру. При Шульце «Пайперс» два раза выигрывали регулярный чемпионат межуниверситетской спортивной конференции Миннесоты (1942—1943), которая входила в третий дивизион национальной ассоциации студенческого спорта (NCAA).

## Баскетбольная карьера
Играл на позиции тяжёлого форварда и центрового. В 1946 году Хоуи Шульц заключил соглашение с командой «Андерсон Даффи Пэкерс», выступавшей в Национальной баскетбольной лиге (НБЛ) и Национальной баскетбольной ассоциации (НБА). Позже выступал за команды «Форт-Уэйн Пистонс» (НБА), «Сент-Пол Лайтс» (НПБЛ) и «Миннеаполис Лейкерс» (НБА). Всего в НБЛ и НБА провёл по 3 сезона, а в НПБЛ — 1 сезон. В сезоне 1948/1949 годов Шульц, будучи одноклубником Фрэнка Брайана, Ральфа Джонсона, Билла Клосса и Джона Харгиса, выиграл чемпионский титул в составе «Андерсон Даффи Пэкерс». Через три года, в сезоне 1951/1952 годов, Шульц, в компании членов Зала славы баскетбола Джорджа Майкена, Джима Полларда, Слейтера Мартина и Верна Миккелсена, стал чемпионом НБА в составе «Миннеаполис Лейкерс». В следующем году он также выступал за «Лейкерс», но провёл лишь 40 игр, не доиграв сезон до конца, поэтому не смог повторить прошлогодний успех. Всего за карьеру в НБЛ Хоуи сыграл 165 игр, в которых набрал 1600 очков (в среднем 9,7 за игру). Всего за карьеру в НБА Шульц сыграл 173 игры, в которых набрал 913 очков (в среднем 5,3 за игру), сделал 326 подборов и 300 передач. Помимо этого Шульц в составе «Даффи Пэкерс» два раза участвовал во Всемирном профессиональном баскетбольном турнире, став его бронзовым призёром в 1948 году.

## Бейсбольная карьера
Во время Второй мировой войны из-за его высокого роста (198 см) ему не разрешили служить в вооруженных силах США. В 1943—1948 годах Шульц выступал в главной лиге бейсбола (470 матчей) в составе «Бруклин Доджерс», «Филадельфия Филлис» и «Цинциннати Редс». В основном он играл на позиции игрока первой базы, имея в своём активе процент отбивания в среднем за игру 24,1 %. Хоуи был продан в команду «Филадельфия Филлис» 10 мая 1947 года, чтобы освободить место для Джеки Робинсона.

## Тренерская карьера
Первую половину сезона 1949/1950 годов в качестве игрока «Андерсон Даффи Пэкерс» Шульц был играющим тренером команды, проведя на этом посту 35 матчей, имея положительный баланс побед и поражений (21—14). Однако в середине сезона, 18 января 1950 года, он вместе Ральфом Джонсоном был обменян в клуб «Форт-Уэйн Пистонс» на Чарли Блэка и Ричи Нимиеру. После отставки Шульца временно исполняющим обязанности главного тренера был назначен Айк Даффи, проведя на этой должности всего 3 игры (1—2). Затем вакантное место занял Докси Мур, который руководил клубом до конца сезона, проведя на своём посту 26 игр (15—11). «Пэкерс» в том сезоне заняли второе место в Западном дивизионе, попали в плей-офф и, став победителем в своём дивизионе, дошли до полуфинала НБА, где по всем статьям уступили будущему победителю турнира, команде «Миннеаполис Лейкерс» (0—2), в которую Хоуи Шульц перешёл в сезоне 1951/1952 годов. Его бывший клуб «Андерсон Пэкерс» в сезоне 1950/1951 годов выступал в Национальной профессиональной баскетбольной лиге (НПБЛ), где был соперником новой команды Шульца «Сент-Пол Лайтс», по окончании которого оба клуба были расформированы.

## Семья и смерть
В 1945 году он женился на Глории, которая родила ему сына Ховарда-младшего и дочь Бекки. Хоуи Шульц умер в пятницу, 30 октября 2009 года, на 88-м году жизни в городе Часка (штат Миннесота) после четырёх месяцев борьбы с раком.

## Статистика

### Статистика в НБА
| Сезон                                                                                    | Команда     | Регулярный сезон | Регулярный сезон | Регулярный сезон | Регулярный сезон | Регулярный сезон | Регулярный сезон | Регулярный сезон | Регулярный сезон | Регулярный сезон | Регулярный сезон | Регулярный сезон | Серия плей-офф | Серия плей-офф | Серия плей-офф | Серия плей-офф | Серия плей-офф | Серия плей-офф | Серия плей-офф | Серия плей-офф | Серия плей-офф | Серия плей-офф | Серия плей-офф |
| Сезон                                                                                    | Команда     | GP               | GS               | MPG              | FG%              | 3P%              | FT%              | RPG              | APG              | SPG              | BPG              | PPG              | GP             | GS             | MPG            | FG%            | 3P%            | FT%            | RPG            | APG            | SPG            | BPG            | PPG            |
| ---------------------------------------------------------------------------------------- | ----------- | ---------------- | ---------------- | ---------------- | ---------------- | ---------------- | ---------------- | ---------------- | ---------------- | ---------------- | ---------------- | ---------------- | -------------- | -------------- | -------------- | -------------- | -------------- | -------------- | -------------- | -------------- | -------------- | -------------- | -------------- |
| 1949/50                                                                                  | Андерсон    | 35               |                  |                  | 26,3             |                  | 73,1             | 0,0              | 2,5              |                  |                  | 8,1              | Не участвовал  | Не участвовал  | Не участвовал  | Не участвовал  | Не участвовал  | Не участвовал  | Не участвовал  | Не участвовал  | Не участвовал  | Не участвовал  | Не участвовал  |
| 1949/50                                                                                  | Форт-Уэйн   | 32               |                  |                  | 27,0             |                  | 64,8             | 0,0              | 2,5              |                  |                  | 8,5              | 4              |                |                | 24,6           |                | 76,5           | 0,0            | 1,0            |                |                | 10,8           |
| 1951/52                                                                                  | Миннеаполис | 66               |                  | 19,7             | 28,3             |                  | 75,6             | 3,7              | 1,5              |                  |                  | 4,1              | 12             |                | 8,3            | 33,3           |                | 60,0           | 1,6            | 0,4            |                |                | 1,5            |
| 1952/53                                                                                  | Миннеаполис | 40               |                  | 11,9             | 26,7             |                  | 69,4             | 2,0              | 0,7              |                  |                  | 2,3              | Не участвовал  | Не участвовал  | Не участвовал  | Не участвовал  | Не участвовал  | Не участвовал  | Не участвовал  | Не участвовал  | Не участвовал  | Не участвовал  | Не участвовал  |
|                                                                                          | Всего       | 173              |                  | 16,7             | 27,1             |                  | 71,1             | 1,9              | 1,7              |                  |                  | 5,3              | 16             |                | 8,3            | 26,6           |                | 70,4           | 1,2            | 0,6            |                |                | 3,8            |
| Наведите курсор мыши на аббревиатуры в заголовке таблицы, чтобы прочесть их расшифровку. |             |                  |                  |                  |                  |                  |                  |                  |                  |                  |                  |                  |                |                |                |                |                |                |                |                |                |                |                |